# Korozija
Korozija (srednjovj. lat. corrosio, od lat. corrodere: nagrizati) je trošenje konstrukcijskih materijala kemijskim djelovanjem fluida (plinova ili kapljevina). Korozija razara metale i anorganske nemetale (npr. beton), a sudjeluje i u oštećivanju (degradaciji) organskih materijala (polimernih materijala, drva). U geologiji je korozija opći naziv za kemijsko trošenje stijena.
U tehnici valja razlikovati kemijsku i elektrokemijsku koroziju. Kemijskoj koroziji podložni su metali i vodljivi nemetali (na primjer grafit) u neelektrolitima, to jest u suhim plinovima i u nevodljivim kapljevinama (na primjer u mazivim uljima), te nevodljivi nemetali (beton, keramika, staklo, kamen, polimerni materijali, drvo) u plinovima i kapljevinama. Elektrokemijskoj koroziji podliježu metali i vodljivi nemetali u elektrolitima, to jest u vodi i vodenim otopinama, u vlažnom tlu, u talinama soli i hidroksida, te u vodi koja potječe iz vlažnoga zraka ili drugih plinova u obliku filma ili kapljica.
Korozija se u tehnici često javlja istodobno ili uzastopno s mehaničkim oblicima smanjivanja upotrebne vrijednosti metalnih izradaka. Postoje dvije grupe takvih pojava. U prvoj grupi, kao i prilikom korozije, metal gubi masu (abrazija i erozija, to jest trošenje metala trenjem zbog relativnog gibanja prema čvrstim ili fluidnim tvarima). To se događa, na primjer u cilindrima motora s unutarnjim izgaranjem, u cjevovodima i crpkama. U drugoj grupi tih pojava masa materijala se ne smanjuje, ali mu se pogoršavaju svojstva ili mijenja oblik. Tako prilikom zamora opada čvrstoća metala pod utjecajem dinamičkih naprezanja, a puzanjem nastaje trajna deformacija metala dugotrajnim djelovanjem naprezanja. Zamor nastaje na primjer, na dijelovima vozila i na strojevima koji rade periodički, a puzanje u konstrukcijama koje su na povišenim temperaturama izložene mehaničkom opterećenju.
Korozija uzrokuje goleme materijalne štete, a često i nesreće s katastrofalnim posljedicama. Zaštita od korozije provodi se nanošenjem prevlaka (nalič) i promjenom okolnosti. Nanošenje metalnih prevlaka (metalizacija) obuhvaća uranjanje u talinu (na primjer u talinu cinka ili vruće cinčanje), vruće prskanje (šopiranje), platiranje, navarivanje, difuzijsku metalizaciju, naparivanje, galvanizaciju ili elektroplatiranje, kemijsku redukciju i tako dalje. Anorganske nemetalne prevlake postižu se emajliranjem, oksidacijom, na primjer bruniranjem čelika i anodizacijom ili eloksiranjem aluminija (anodička oksidacija), zatim fosfatiranjem, kromiranjem, patiniranjem i slično, dok se organske prevlake nanose ličenjem bojama i lakovima, plastifikacijom, gumiranjem, bitumenizacijom, omatanjem folijama i drugo.

## Gospodarsko značenje korozije
Korozija smanjuje masu metala i njegovu upotrebnu vrijednost u obliku sirovine, poluproizvoda ili proizvoda. Budući da su svi metali u određenim okolnostima podložni koroziji, nastaju u gospodarstvu znatni gubici. Korozija skraćuje vijek trajanja industrijske i druge opreme i proizvoda, poskupljuje njihovo održavanje, uzrokuje zastoje u radu, nesreće i nezgode, te smanjuje proizvodne učinke korodirane i s njom povezane opreme. Korozija u elektrani može uzrokovati prekid opskrbe energijom u čitavom industrijskom području. Korozija u rudniku ili na avionu čest je uzrok nesreće. U kemijskoj i prehrambenoj industriji korozija kvari proizvode, a pri nesrećama uzrokuje gubitak proizvoda, požare i eksplozije. Gubici metala korozijom u metaloprerađivačkoj industriji nastaju pretvorbom u okujinu pri toplinskoj obradi i otapanjem pri kiselinskom nagrizanju. Korozija znatno smanjuje vrijednost metalnog otpada. Korozija i abrazija u motorima s unutarnjim izgaranjem povećavaju potrošnju goriva i maziva, a smanjuje snagu. Debljine stijenki različitih cijevi i posuda moraju se zbog korozije u konstrukciji povećati. Neznatnom promjenom mjera ili povišenjem hrapavosti površine zbog korozije postaju neupotrebljivi dijelovi preciznih mehanizama, elektronički dijelovi i mjerila. Korozija često otupljuje oštricu reznog alata, kao na primjer tokarskog noža ili britvice. Zbog korozije poljoprivrednih strojeva može kasniti sjetva ili žetva. Proizvodi korozije, kao na primjer hrđa, začepljuje cijevi u različitim postrojenjima. U prijevozu korozija može uništiti nove proizvode i prije nego što stignu na mjesto upotrebe. Korozija nekoliko grama čelika na dugačkom cjevovodu često uzrokuje istjecanje znatnih količina dragocjenih fluida (na primjer nafte, plina, vode), a i prekid proizvodnje u industriji koju cjevovod opskrbljuje sirovinom. Zbog korozije postaju neupotrebljive mnogo veće količine metala od onih koje su korodirale, i to u obliku gotovih konstrukcija, a te su zbog uložene energije i radnog vremena često mnogo skuplje od materijala.
Gospodarsko značenje korozije raste s industrijalizacijom i mehanizacijom gospodarstva jer se primjenjuje sve veća količina metala pod sve težim uvjetima (visoke temperature, tlakovi i naprezanja, agresivne kemikalije, zagađena atmosfera, voda i tlo). Uz to osiromašuje rezerve metala u rudama, a u novim granama tehnike (elektronika, nuklearna energetika i slično) naglo raste primjena skupih metala osjetljivih na koroziju. Istodobno se ipak razvija i antikorozivna tehnologija, ali njena primjena zaostaje za mogućnostima. Stoga se ukupni korozijski gubici povećavaju, premda se u njima smanjuje udio neizbježnih gubitaka. Iskustvo govori da se pametnom primjenom suvremenih zaštitnih metoda na svaku uloženu kunu ušteđuje od 3 do 6 kuna. Vrlo je teško izračunati korozijske gubitke u nekoj gospodarskoj grani ili državi. Procjenjuje se da se u industrijski razvijenim zemljama zbog korozije godišnje potroši preko 100 američkih dolara po stanovniku. Premda se veći dio tog materijala ponovno iskoristi u metalurškim postrojenjima, ipak se smatra da se oko 8% ugrađenog željeza zbog korozije nepovratno izgubi. Iz navedenih procjena očito proizlazi da je korozija jedan od važnih čimbenika svjetske krize materijala i energije.

## Vrste korozija
Korozija se razlikuje i prema obliku i mjestu razaranja materijala. Opća korozija zahvaća cijelu površinu materijala (na primjer hrđanje ugljičnoga čelika u vodi i u zraku), mjestimična (lokalna) napada samo dijelove površine (na primjer jamičasta korozija ili pitting nehrđajućega čelika u nekim kloridnim otopinama), interkristalna (intergranularna) prodire u materijal uzduž granica između zrna (na primjer razaranje nekih nehrđajućih čelika u kiselim otopinama), a selektivna (izborna) napada samo stanovitu fazu ili komponentu složenoga materijala (na primjer decinkacija mjedi u vodi). Valja spomenuti i korozijske pojave koje se očituju uz istodobne štetne utjecaje mehaničke, biološke ili druge naravi. Takva je na primjer napetosna korozija, uz statička naprezanja materijala, i mikrobna korozija, koja se odvija uz djelovanje bakterija (česta na čeliku u tlu).

### Kemijska korozija
Kemijska korozija najčešće je oksidacija metala spajanjem s kisikom pri izlaganju suhim plinovima koji sadrže kisik ili njegove spojeve (na primjer ugljikov dioksid), i to prije svega u vrućem zraku ili u plinovima izgaranja. Proizvod je takve korozije oksid, koji tvori sloj na metalu ili se od njega odvaja. U prvom slučaju, koji je češći, s povećanjem debljine sloja oksidacija teče sve sporije, a u drugom se nastavlja neometano. Prema toj je koroziji jedan od najotpornijih metala čelik visokolegiran kromom i aluminijem, a najlošiji su magnezij i njegove slitine.

### Elektrokemijska korozija
Elektrokemijsku koroziju uzrokuje djelovanje korozijskih galvanskih članaka nastalih na površini metala izloženoj elektrolitu. Neplemenitiji dijelovi površine pritom su anode, na kojima se metal troši ionizacijom, otapanjem u elektrolitu uz istodobno oslobađanje viška elektrona (elektrokemijska oksidacija), koji kroz metal putuju prema plemenitijim dijelovima površine, katodama, gdje se vežu s oksidansima (takozvanim depolarizatorima) iz okoline (elektrokemijska redukcija). U vodenim elektrolitima najčešći su oksidansi otopljeni kisik i vodikovi kationi. Na te primarne reakcije na elektrodama korozijskoga članka obično se nadovezuju sekundarne reakcije, koje često daju čvrste produkte, među kojima je najpoznatija hrđa, smjesa hidratiranih željeznih oksida. Neki čvrsti produkti (na primjer patina na bakru i njegovim slitinama), za razliku od hrđe, koče koroziju.

### Posebne korozijske pojave
Posebne korozijske pojave javljaju se istodobno s djelovanjem mehaničkih, bioloških i električnih utjecaja. Uz statička naprezanja nastaje napetosna korozija (eng. stress corrosion), a uz dinamička naprezanja korozijski zamor (eng. corrosion fatique). Uz eroziju ili uz kavitaciju nastaje erozijska korozija, odnosno kavitacijska korozija. Tarna korozija (eng. fretting corrosion) pojavljuje se na dodirnim plohama dvaju dijelova koji su u upotrebi izloženi smicanju, i to najčešće uz vibracije. Biološka korozija ili biokorozija nastaje uz djelovanje metabolizma živih bića na proces (na primjer korozija u tlu u prisutnosti anaerobnih bakterija). Posebnu vrst korozije uzrokuju lutajuće struje u tlu i u vodi.
Prema geometriji, to jest prema obliku razaranja metalnog profila korozija može biti opća, lokalna, selektivna i interkristalna. Opća korozija zahvaća čitavu izloženu površinu metala, a može biti ravnomjerna ili neravnomjerna. Mikroskopski gledano nije ni ravnomjerna korozija svuda jednako brza, pa obično uzrokuje ohrapavljenje glatke metalne površine. Ipak je takva korozija u praksi najmanje opasna jer se lako može pratiti proces i predvidjeti kad valja metalni predmet zamijeniti novim. Opasnija je, naravno, neravnomjerna opća korozija. Lokalna korozija može biti pjegasta (školjkasta), to jest ograničena na pojedine veće dijelove metalne površine, ili točkasta (jamičasta), to je usko lokalizirana na žarišta približno kružnog presjeka, pri čemu je dubina korozijskog oštećenja nekoliko puta veća od početnog promjera. Razumije se da je pjegasta korozija, a pogotovo točkasta korozija, mnogo opasnija od opće korozije, jer je korozijski proces teže kontrolirati. Stoga su moguće nesreće, osobito u mehanički opterećenim konstrukcijama. Točkasta korozija često se naziva pitting (od eng. pitting: stvaranje udubina). Ova se katkad širi ispod površine metala (potpovršinska korozija), pri čemu konačno nastaje korozijsko mjehuranje ili raslojavanje. Poseban oblik pjegaste i točkaste korozije javlja se na dodiru (kontaktu) dvaju elemenata u elektrolitu. Ako su ti elementi različiti metali, nastaje galvanska kontaktna korozija neplemenitijeg metala, a ako se radi o dva elementa istog metala, odnosno od metala ili nemetala, pojavljuje se pukotinska kontaktna korozija. Selektivna korozija legura može uništavati jednu fazu višefazne legure (na primjer grafitizacija sivog lijeva), ili jednu komponentu jednofazne legure (na primjer decinkacija mjedi).
Interkristalna ili intergranularna korozija širi se uzduž granica metalnog zrna u dubinu. Ta vrsta korozije može dugo ostati nevidljiva, pa je najopasnija, pogotovo s obzirom na naglo smanjenje čvrstoće dijelova. Konačna posljedica interkristalne korozije jest lom ili čak raspad metala u zrnu. Interkristalne pukotine mogu nastati i kao posljedica napetosne korozije, premda se pri tom pukotine šire i transkristalno. U praksi se često istodobno pojavljuju različiti oblici korozije. Tako na primjer točkasta korozija može biti prikrivena općom korozijom.

## Zaštita od korozije
Promjena okolnosti kojom se korozija može izbjeći, podrazumijeva zamjenu medija, na primjer zraka inertnim plinom ili vode mineralnim uljem, deaktivaciju, to jest uklanjanje korozivnih sastojaka, na primjer sušenjem zraka, uklanjanjem kisika iz vode otplinjavanjem ili deaeracijom, primjenu inhibitora korozije, na primjer njihovim dodatkom u vodu i u otopine za grijanje i hlađenje, dodatkom hlapljivih inhibitora u ambalažu i kućišta uređaja, promjenu elektrodnog potencijala metala u negativnom ili pozitivnom smjeru, to jest katodnu ili anodnu zaštitu, na primjer podzemnih cjevovoda, uređaja procesne tehnike, prekid lutajućih struja i tako dalje.

### Elektrokemijske metode zaštite
Elektrokemijskim metodama zaštite metal se održava ili u pasivnom stanju u području potencijala pasivacije ili u imunom stanju pri potencijalima nižim od ravnotežnih kada ne korodira, s tehnološkog stajališta prihvatljivom brzinom.

### Anodna zaštita
Anodna polarizacija ili kontakt s plemenitijim metalom može osnovni metal prevesti u pasivno stanje. Održavanjem pasivnog sloja osnovni je metal zaštićen od daljnjeg razvoja korozijskog procesa. Tako npr. čelik se može zaštititi u otopinama sumporne kiseline.

### Katodna zaštita
Katodna zaštita je tehnika zaštite metala od korozije čiji je osnovni princip polarizacija metalne konstrukcije na potencijal kod kojeg proces otapanja metala prestaje ili se odvija prihvatljivo malenom brzinom. Može se provesti na dva načina: pomoću vanjskog izvora i pomoću protektora.
Katodna zaštita se može provesti na dva načina:
1. Potencijal metala pomoću vanjskog izvora, povezanog za inertnu elektrodu, održava se na potencijalu nižem od ravnotežnog, tj. pri uvjetima kod kojih ne dolazi do njegova otapanja.
2. Metal koji se štiti dovede se u kontakt s metalom nižeg potencijala (protektorom) koji će se u članku vladati kao anoda.

Katodna zaštita je djelotvorna jedino ako je materijal između protektora, odnosno inertne protuelektrode, i objekta što se štiti vodljiv. Katodna zaštita se obično koristi kao sekundarni zaštitni sustav.
Pasivnost je pojava povećane korozijske otpornosti materijala zbog usporavanja anodnog procesa (do nje dolazi u otopinama AgNO3, HClO3, KClO3, HIO3, O2 ...)

### Zaštita inhibitorima
Inhibitori su tvari koje dodane u korozivni okoliš smanjuju brzinu korozije do tehnološki prihvatljivih iznosa. Dodaju se povremeno ili kontinuirano u zatvorene ili iznimno u otvorene prostore. Prema kemijskom sastavu inhibitori su anorganski ili organski spojevi. Korozijskim inhibitorima smanjuje se korozijska agresivnost okoliša.

### Zaštita prevlakama i premazima
Metalne i nemetalne zaštitne prevlake i premazi (nalič) su najčešći oblik zaštite od korozije. Metalne prevlake mogu imati galvansko djelovanje ili su otpornije na koroziju od osnovnog materijala pa djeluje kao barijera prema utjecajima okoliša. Nemetalne prevlake mogu biti oksidi npr. aluminij, netopljive soli na željezu i čeliku te keramike i organski premazi.
Komponente zaštitnog premaza su: vezivi, otapalo, pigmenti (daje boju i neprozirnost), punila i ostalo. Razvrstavanje premaza može se provesti prema: broju komponenata, trajnosti, načinu sušenja, generičkim tipovima itd. Premazi mogu biti jednokomponentni ili dvokomponentni. Obzirom na način sušenja premaza možemo ih podijeliti na: Konvertibilne premaze- premazi koji se suše oksidacijom ili polimerizacijom. Nekonvertibilne premaze- premazi koji se suše isparavanjem otapala i koji nakon nanošenja ne prolaze kroz neke znatnije kemijske promjene.
Prevlakama i premazima razdvaja se konstrukcijski materijal od agresivnog djelovanja okoliša.